# Вико, Энеа
Энеа Вико (итал. Enea Vico; 29 января 1523, Парма — 18 августа 1567, Феррара) — итальянский рисовальщик-орнаменталист и гравёр. Маньерист. Знаток нумизматики и орнамента в искусстве итальянского Возрождения.

## Жизнь и творчество
Энеа Вико родился в Парме в знатной семье, его мать умерла при родах, а отец умер, когда ему было два года. В 1541—1542 годах Энеа жил и работал в Риме, где увлёкся изучением и вариациями на темы античного орнамента гротеска. Изучал и копировал гравюры на меди Маркантонио Раймонди и его школы по рисункам Рафаэля. Затем переехал во Флоренцию, создавал орнаментальные гравюры по заказам Козимо I Медичи, великого герцога Тосканы. С 1546 года работал в Венеции. В 1563 году переехал в Феррару, где стал придворным антикварием феррарского герцога Альфонсо II д’Эсте. Публиковал нумизматические сборники и около пятисот гравюр. В специальных альбомах орнаментальных гравюр он «воспроизводил античные геммы, фантастические маски, близкие по стилю фламандскому ормушлю».
К наиболее интересным сборникам относятся гравюры с произведений Рафаэля, Микеланджело, Франческо Сальвиати, «Изображения августейших женщин» (на основе рисунков с римских медалей, 1557), «Изображения со всеми найденными реверсами и житиями императоров» (1548). Он был также автором литературных публикаций: «Беседы о медалях древних (1555)», «Комментарии к древним медалям римских императоров» (1560) и другие.
Художник скончался в Ферраре в 1567 году.

## Галерея

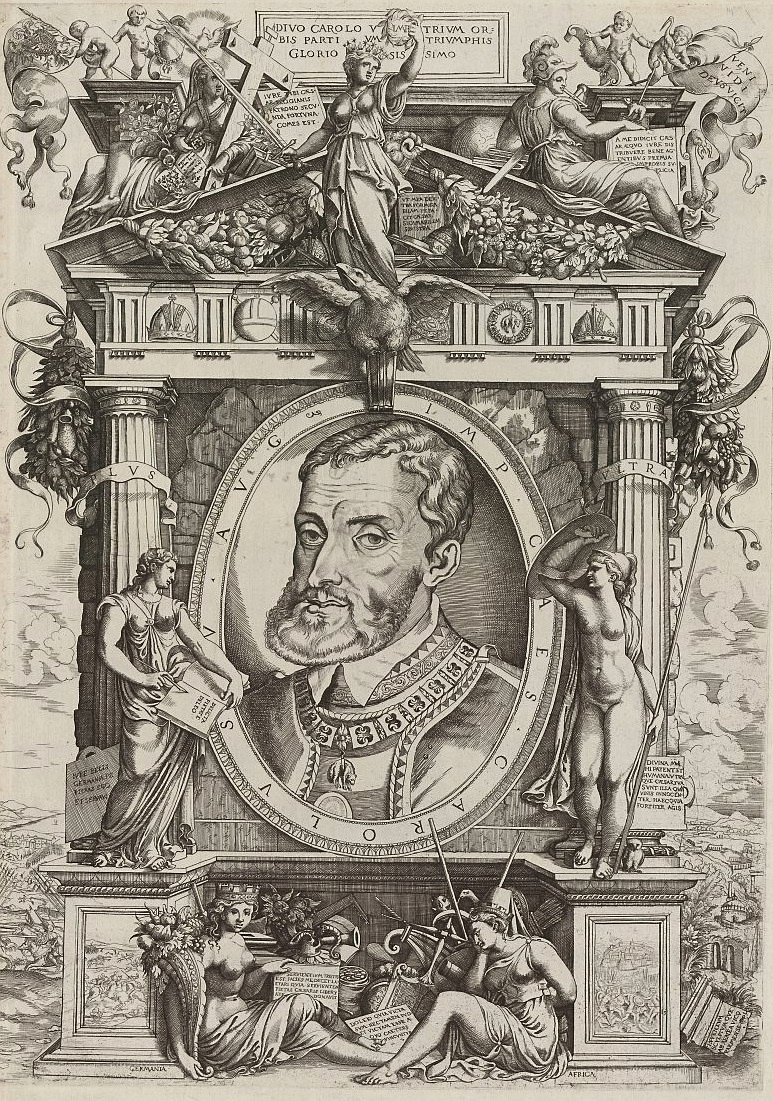
Аллегория императора Карла V. 1550. Офорт, резец
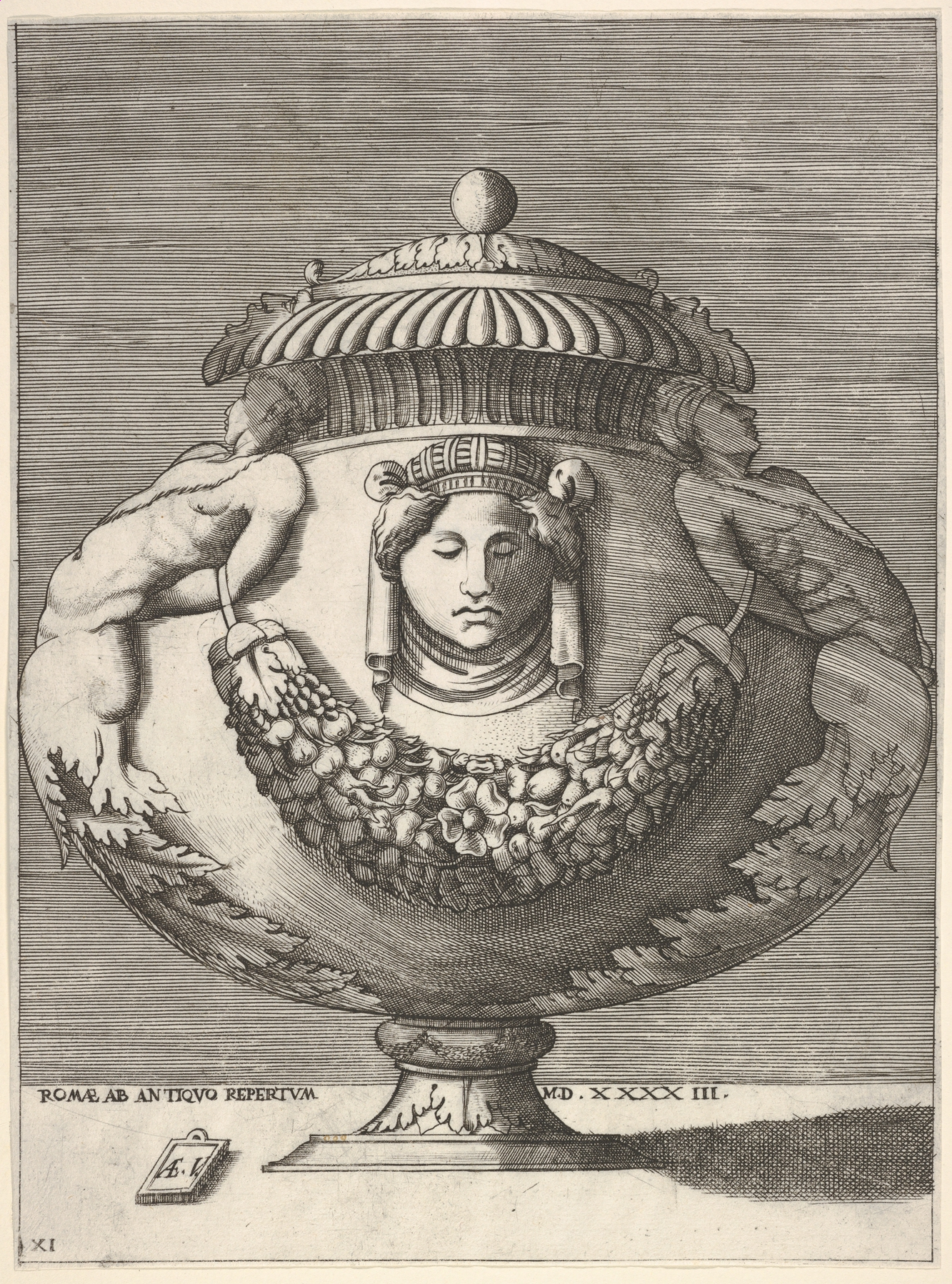
Антикварная урна с крышкой, мужскими сфинксами и женской маской по мотивам античных ваз. 1543. Офорт
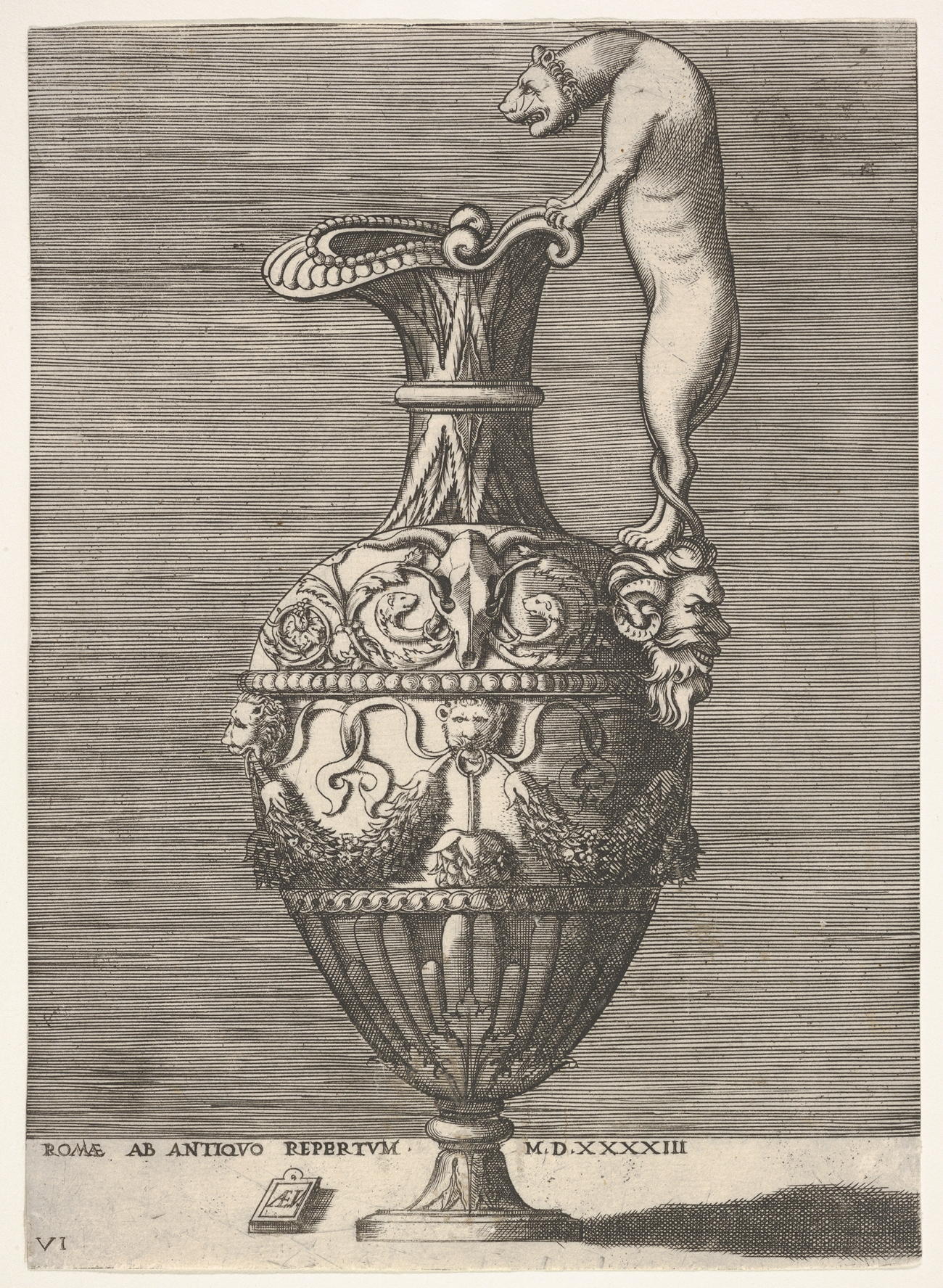
Антикварный кувшин с ручкой в виде львицы по мотивам античных ваз. 1543. Офорт
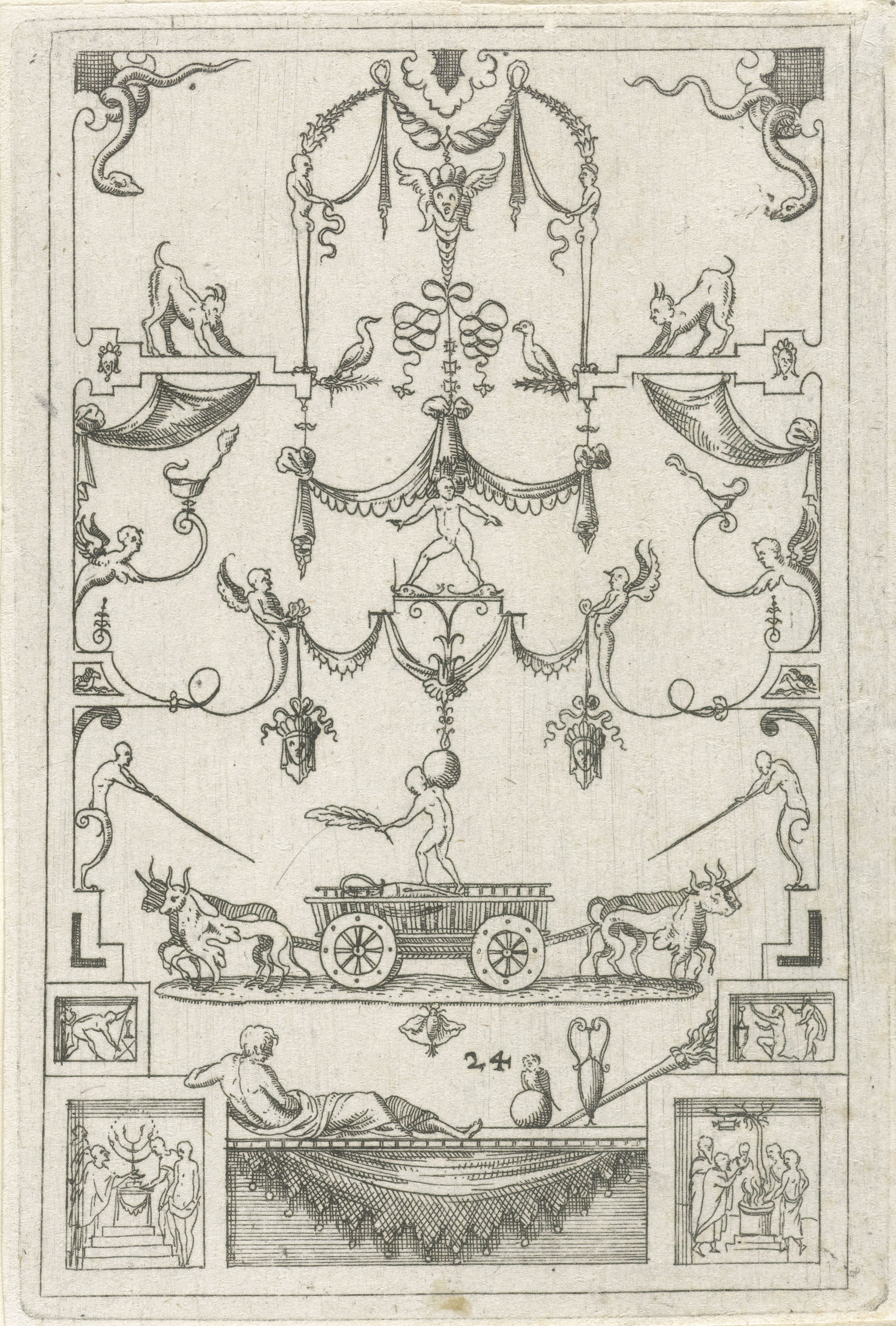
Гротеск. По рисунку Жака Андруэ Дюсерсо. Ок. 1525. Офорт
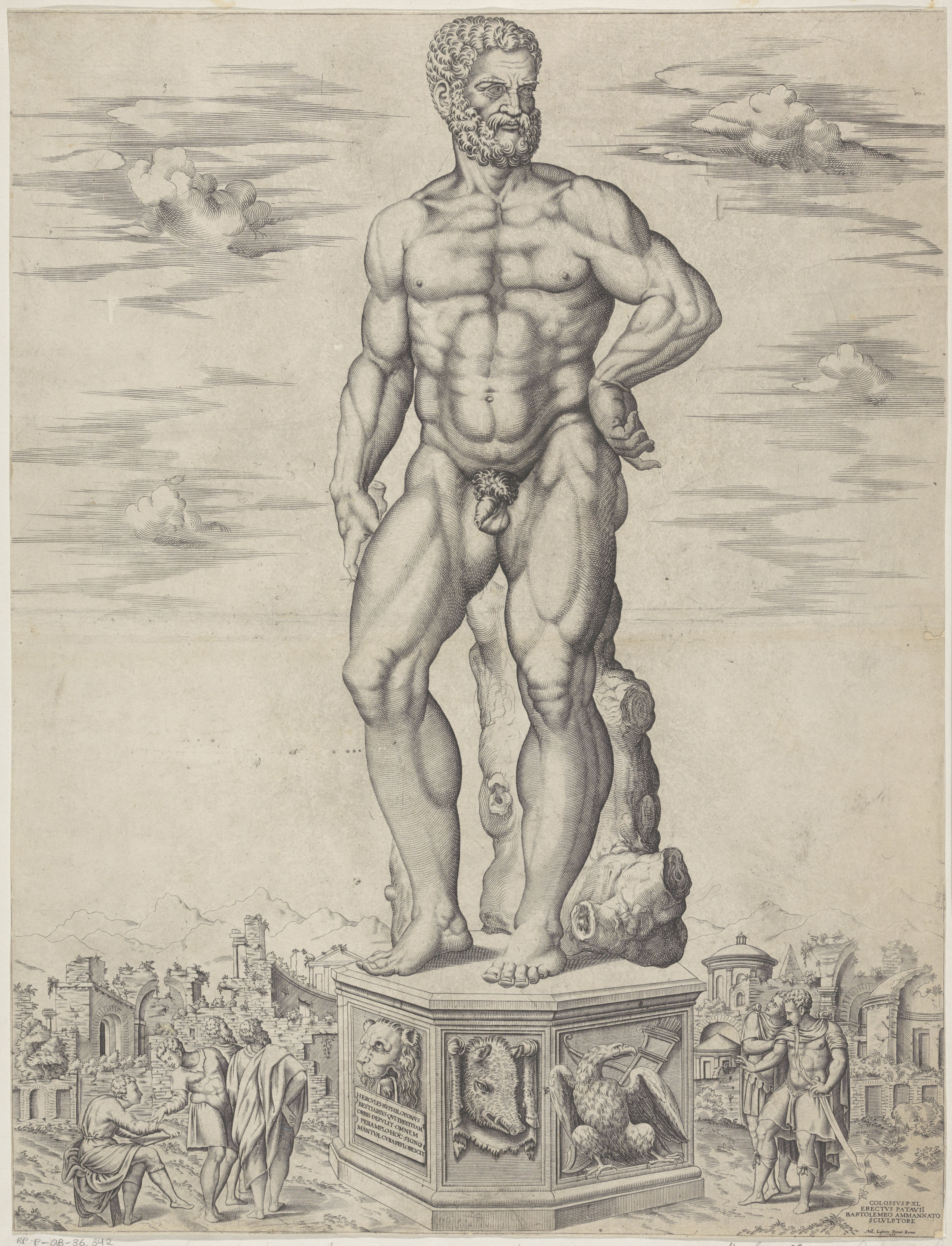
Скульптура Геркулеса из дома Бенавидесов в Падуе. Из альбома «Speculum Romanae Magnificentiae». 1553. Гравюра резцом на меди
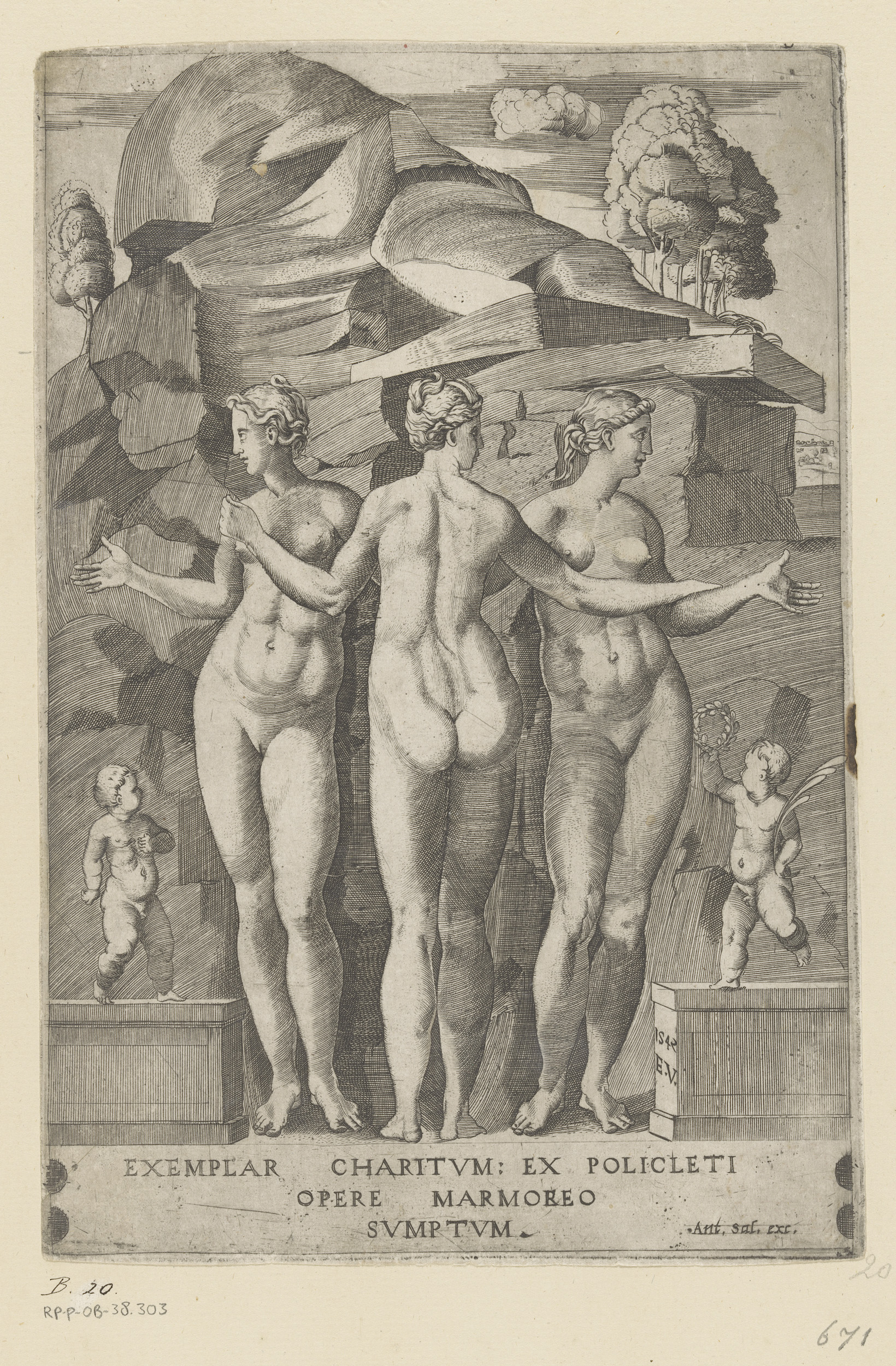
Три грации. 1542. Офорт
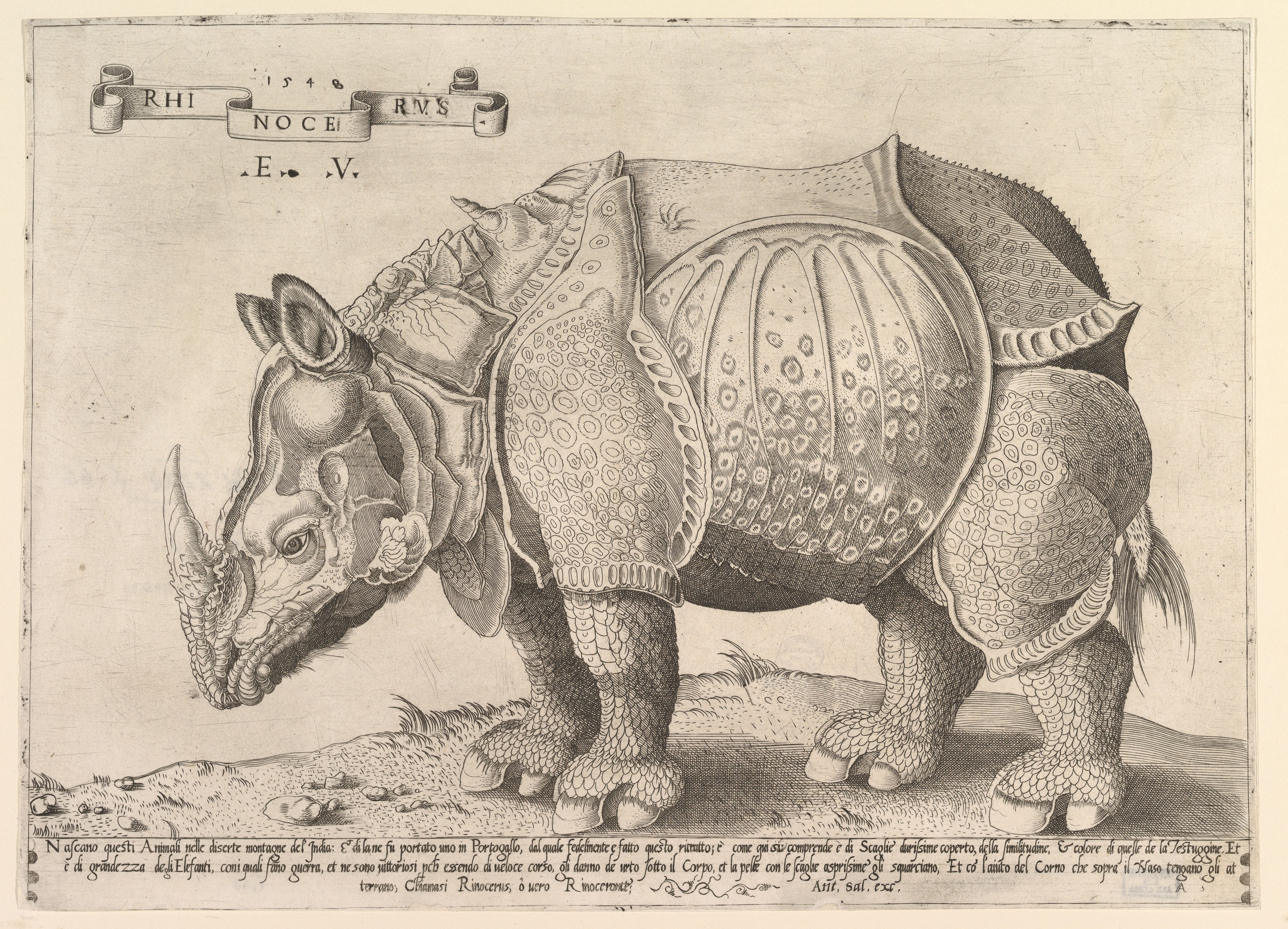
Носорог. 1542. Гравюра резцом на меди

## Публикации Энеа Вико
- Le immagini degli imperatori, 1548 (insieme a Antonio Zantani)
- Donne Auguste, 1550/1551
- Immagini delle Donne Auguste, 1557
- Discorsi di M. Enea Vico Parmigiano sopra le medaglie de gli antichi, 1558
- Tavola Isiaca, 1559
- Commentari alle antiche medaglie degli imperatori romani, 1560